# Fladry

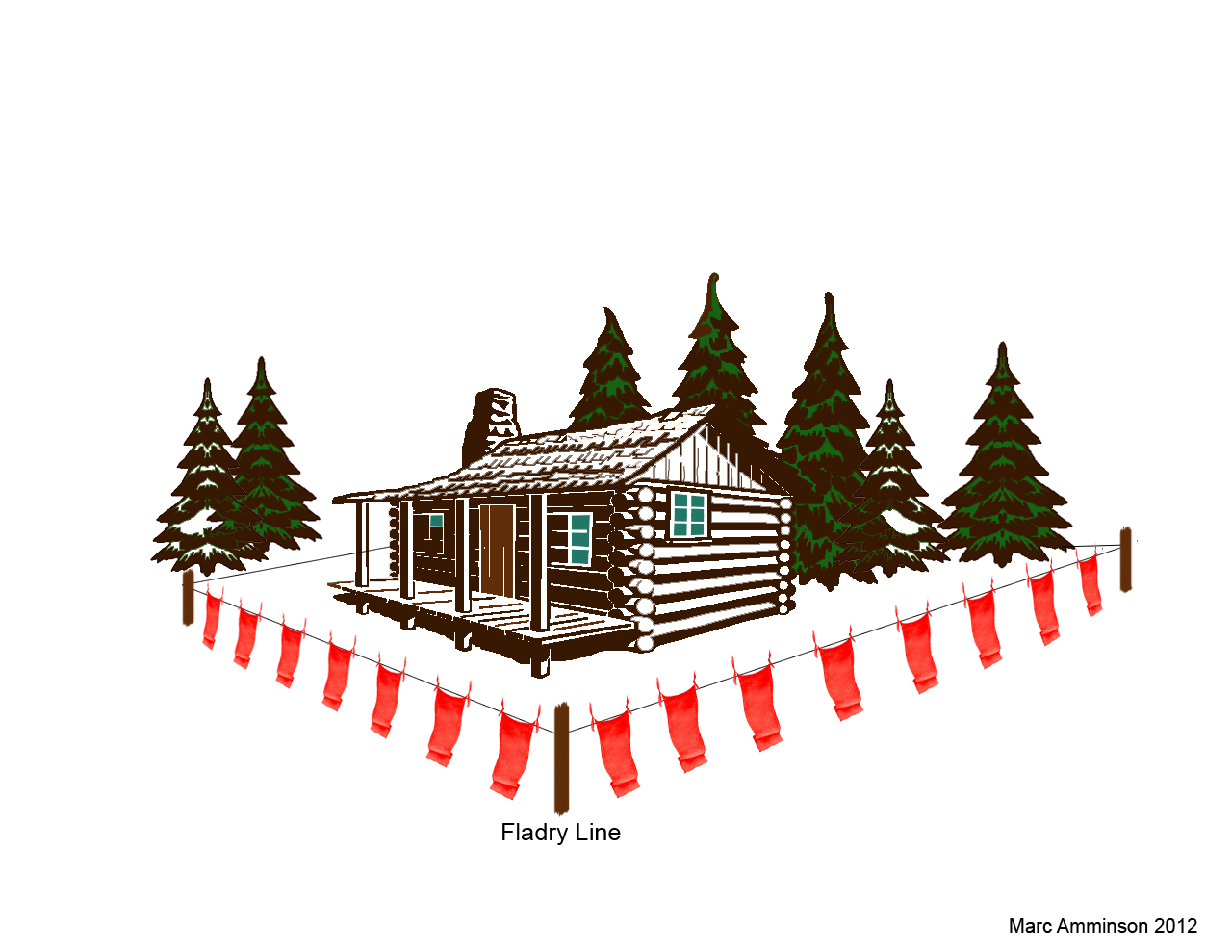
Fladry

Fladry (liczba pojedyncza: fladra) – sznury z przywiązanymi kawałkami materiału w jaskrawych barwach, zazwyczaj czerwonymi.
Początkowo fladry wykorzystywano w polowaniach, głównie na lisy i wilki, otaczając (fladrując) ostęp po wytropieniu w nim drapieżników. Powoduje to zatrzymanie zwierzyny w ofladrowanym terenie, ponieważ wiele zwierząt obawia się łopoczących, kolorowych chorągiewek, i nie przekracza wyznaczonej przez nie linii. Jednak wilk, który już raz przekroczy taką linię, przestaje się bać i będzie to robił za każdym razem.
Współcześnie fladry wykorzystuje się (obok pastuchów elektrycznych i psów stróżujących) w ochronie zwierząt gospodarskich przed drapieżnikami (połączenie tej metody z obydwiema wspomnianymi obniża prawdopodobieństwo szkód ze strony drapieżników prawie do zera).